# Кунстхалле (Вена)
Кунстхалле в Вене (нем. Kunsthalle Wien) — музей современного искусства, расположенный в Музейном квартале Вены и на площади Карлсплац. У Кунстхалле нет собственной коллекции, вместо этого в нём представлены тематические групповые, а также персональные выставки известных и будущих австрийских и международных художников.

## История
Музей был открыт в 1992 году во временной конструкции, спроектированной архитектором Адольфом Кришаницем, и расположенной на площади Карлсплац. Ещё до открытия началась дискуссия об архитектурном решении Кришаница. Выставочный зал представлял собой прямоугольный сине-жёлтый контейнер без окон, расположенный в историческом центре города и доминирующий над городским пейзажем. Часть архитекторов поддержала Кришаница, другая, как например, Роланд Райнер, подвергла его проект критике.

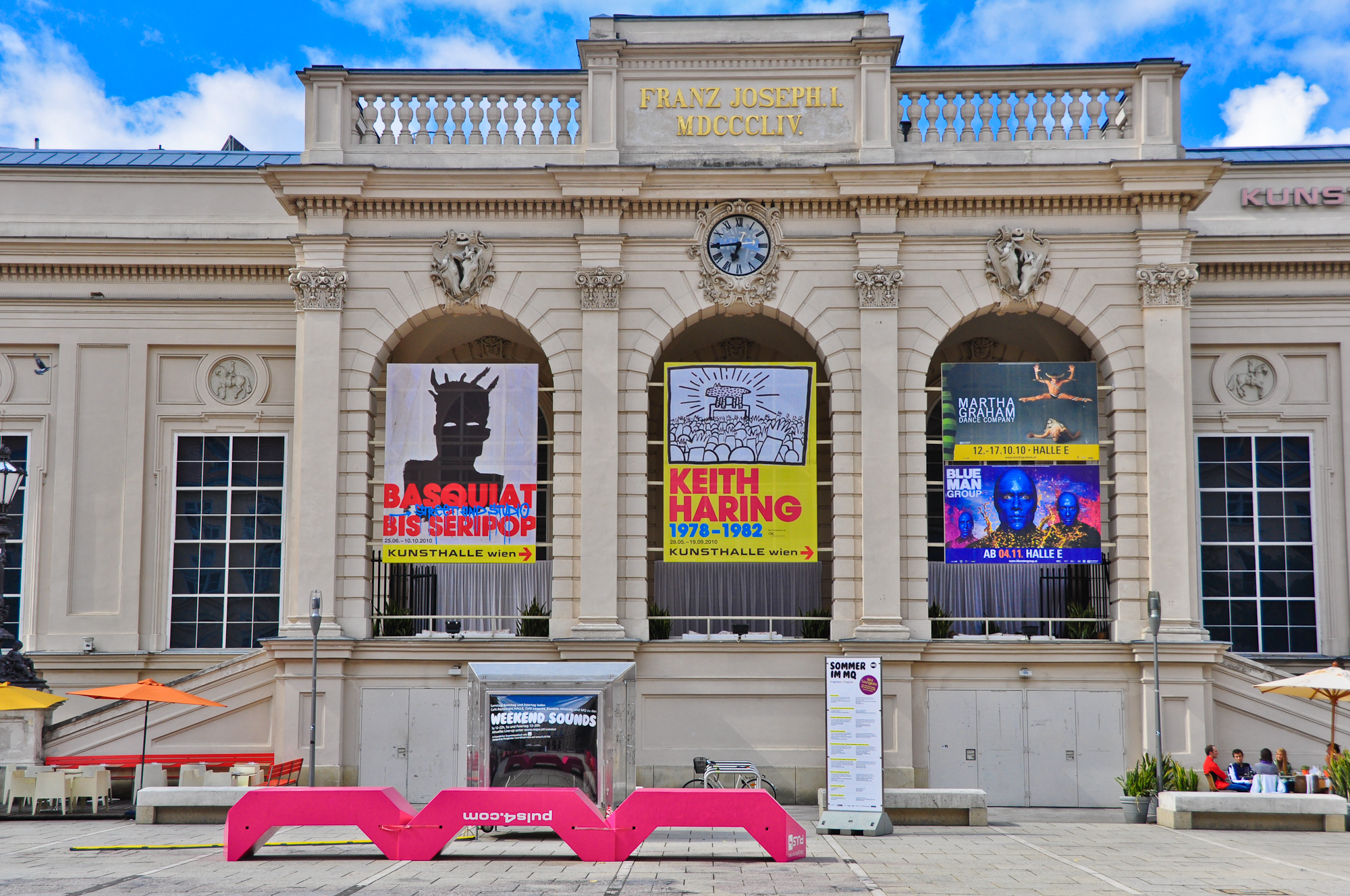
Главное здание Кунстхалле в Музейном квартале

В мае 2001 года музей переехал в новое здание, расположенное в Музейном квартале, сохранив в своём владении контейнер на Карлсплац. Для удобства музея барочное здание зимнего манежа имперских конюшен было дополнено функциональным новым зданием. Благодаря этому Кунстхалле сочетает в себе историческое здание с современной архитектурой. Новое здание Кунстхалле располагается между Музеем Леопольда и Музеем современного искусства.
В 2001 году временная конструкция на Карсплац была снесена, а на её месте возведен новый стеклянный зал, спроектированный Адольфом Кришаницем.

## Директор
- 1992—1995 Тони Штоос
- 1996—2012 Геральд Матт
- 2012—2019 Николаус Шафхаузен[3] (досрочное прекращение договора, заключенного на срок до 2022 года)[4]
- 2019 — н.в. женский коллектив WHW («What, How & for Whom») из Загреба, состоящий из Ivet Ćurlin, Sabina Sabolović и Nataša Ilić[5]